# Fotomotstånd

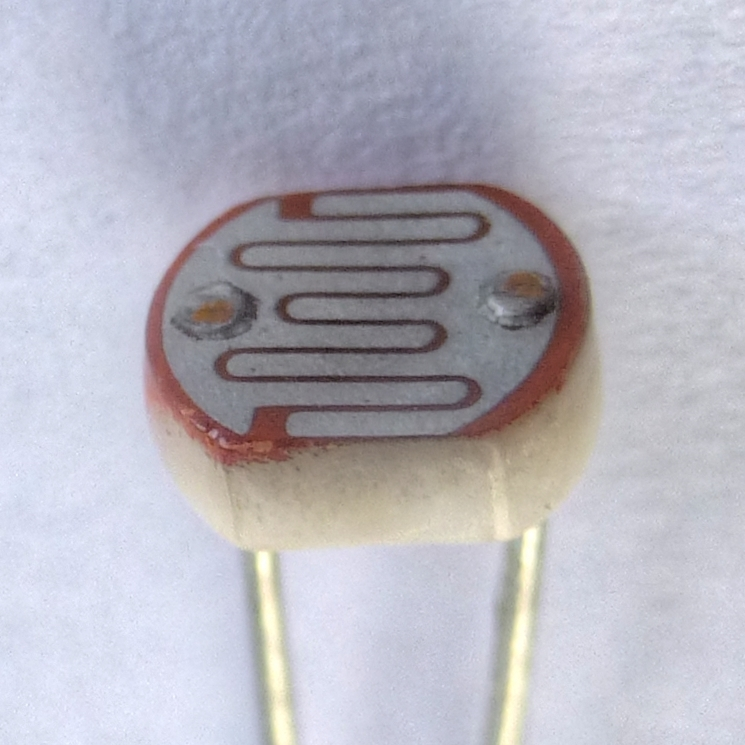
Fotomotstånd
LDR 1480405 6 7

Symbol för ett fotomotstånd

Fotomotstånd eller LDR (Light Dependent Resistor) är en passiv elektronisk komponent med en resistans som beror på ljusintensitet.  Ett fotomotstånd kan användas i ljuskänsliga detektorkretsar och ljusaktiverade och mörkeraktiverade kopplingskretsar som fungerar som ett halvledarmotstånd. I mörker kan ett fotomotstånd ha ett motstånd så högt som flera megaohm (MΩ), medan det i ljuset kan ha ett så lågt motstånd som några hundra ohm. Om infallande ljus på ett fotomotstånd överskrider en viss frekvens, ger fotoner som absorberas av halvledaren bundna elektroner tillräckligt med energi för att hoppa in i ledningsbandet. De resulterande fria elektronerna (och deras hålpartners) leder elektricitet och sänker därmed motståndet. Resistansintervallet och känsligheten hos ett fotomotstånd kan skilja sig väsentligt mellan olika anordningar. Dessutom kan unika fotomotstånd reagera väsentligt olika på fotoner inom vissa våglängdsband.
En fotoelektrisk anordning kan vara antingen inre eller yttre. En inre halvledare har sina egna laddningsbärare och är inte en effektiv halvledare (som kisel är). I inre enheter är de flesta tillgängliga elektroner i valensbandet, och därför måste fotonen ha tillräckligt med energi för att excitera elektronen över hela bandgapet. Yttre enheter har föroreningar, även kallade dopämnen, tillsatta vars grundtillståndsenergi är närmare ledningsbandet. Eftersom elektronerna då inte har så långt att hoppa räcker det med fotoner med lägre energi (det vill säga längre våglängder och lägre frekvenser) för att trigga enheten. Om ett prov av kisel har några av sina atomer ersatta av fosforatomer (föroreningar), kommer det att finnas extra elektroner tillgängliga för ledning. Detta är ett exempel på en yttre halvledare.

## Konstruktionsförutsättningar

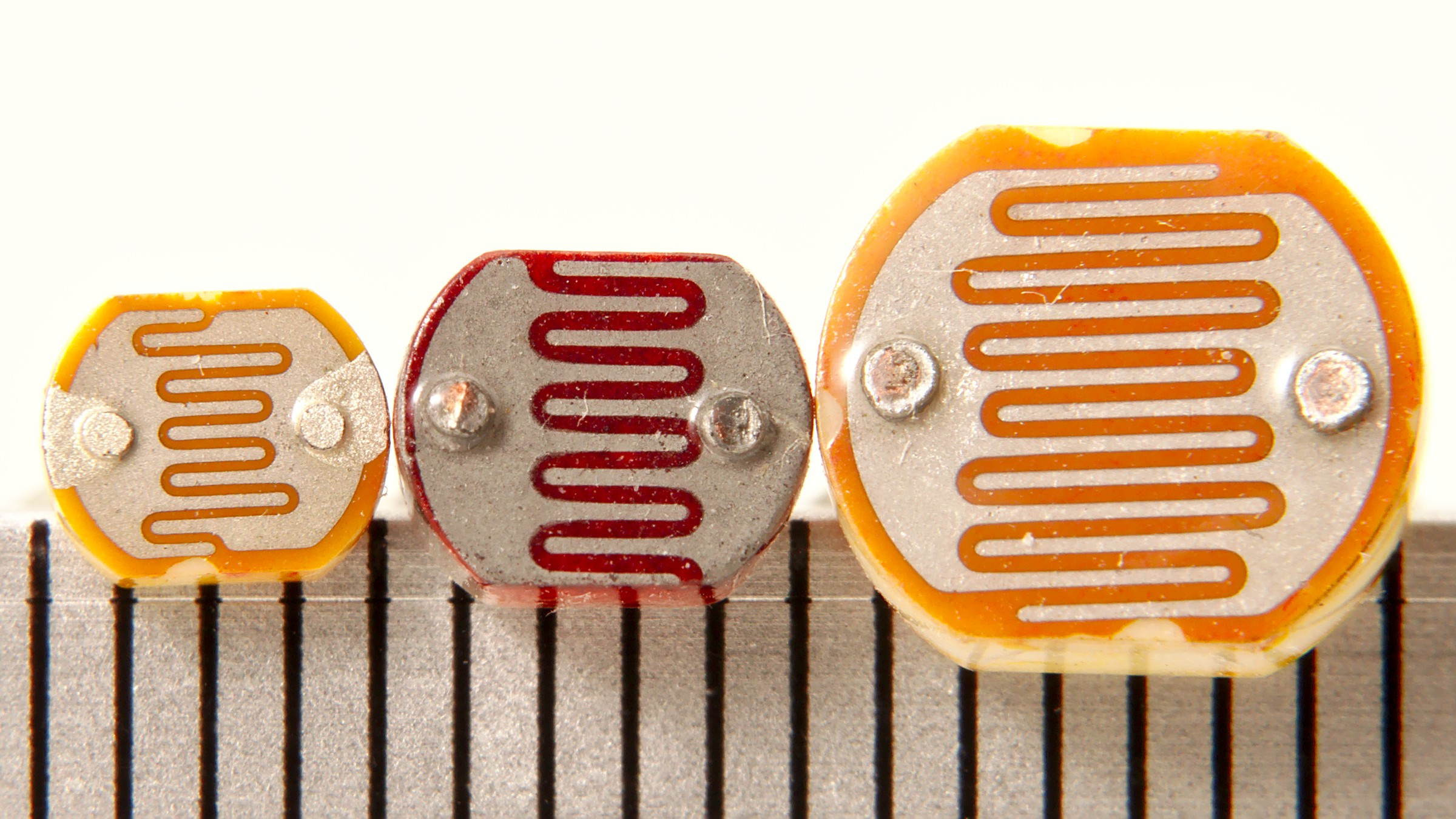
Tre fotomotstånd på skal i mm

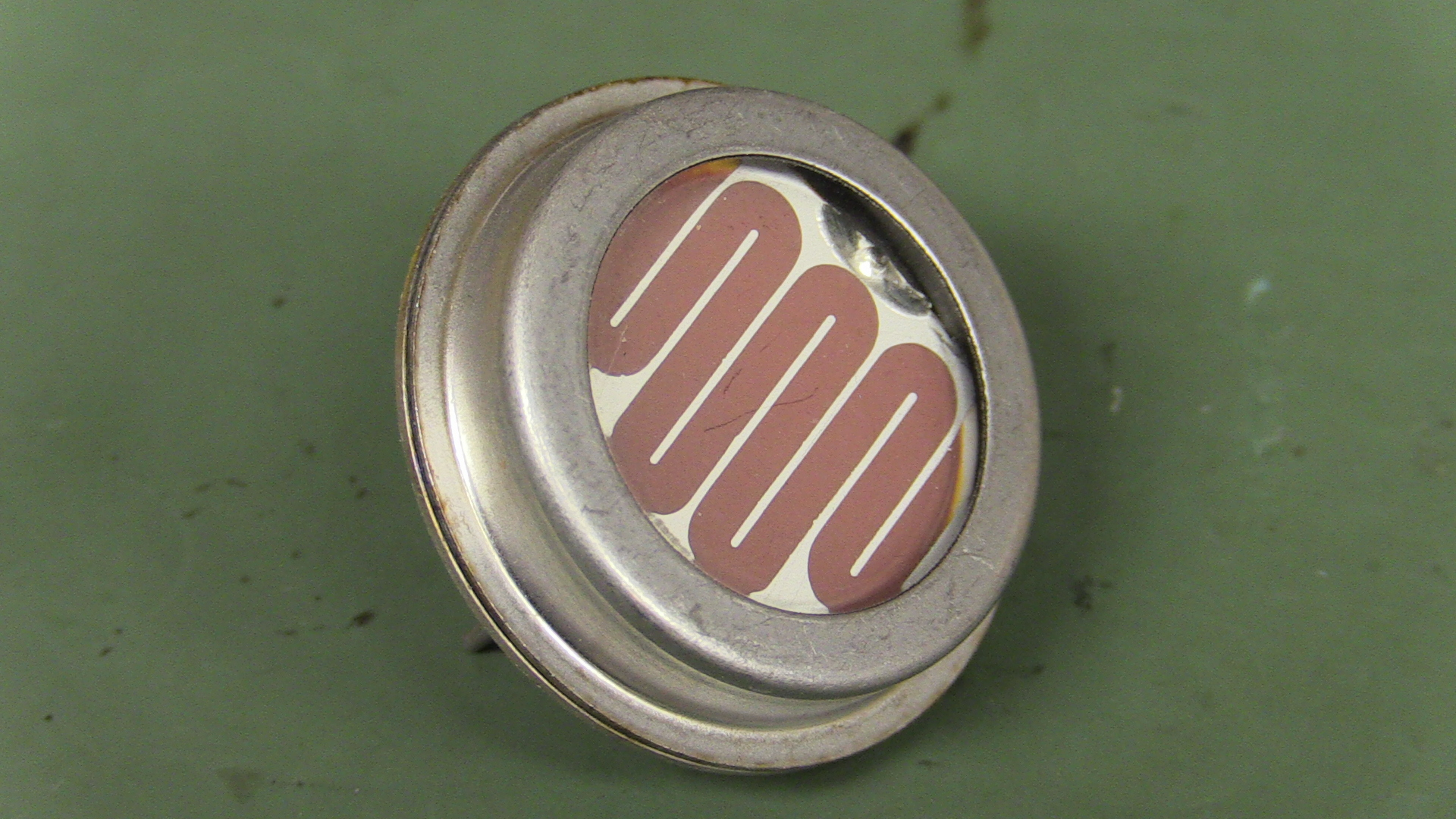
Stor CdS-fotocell från en gatubelysning

Ett fotomotstånd är mindre ljuskänslig än en fotodiod eller en fototransistor. De två sistnämnda komponenterna är äkta halvledarenheter, medan ett fotomotstånd är en passiv komponent som inte har en PN-övergång. Fotoresistiviteten för alla fotomotstånd kan variera kraftigt beroende på omgivningstemperaturen, vilket gör dem olämpliga för tillämpningar som kräver exakt mätning av eller känslighet för ljusfotoner.
Fotomotstånd uppvisar också en viss grad av latens mellan exponering för ljus och den efterföljande minskningen av motståndet, vanligtvis runt 10 millisekunder. Fördröjningen när man går från ljusa till mörka miljöer är ännu större, ofta så lång som en sekund. Den här egenskapen gör dem olämpliga för att känna av snabbt blinkande ljus, men används ibland för att jämna ut responsen för ljudsignalkomprimering.

## Tillämpning

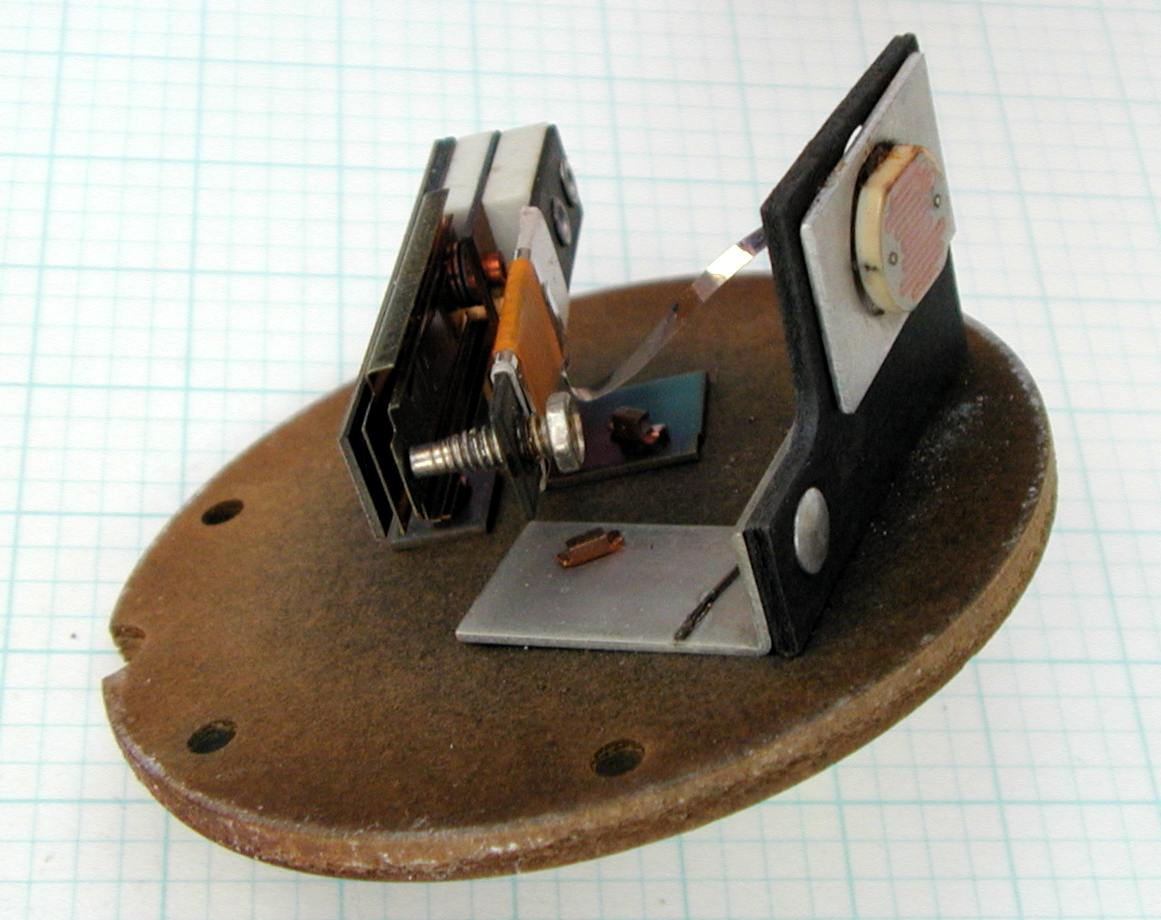
De interna komponenterna i en fotoelektrisk kontroll för en typisk gatlykta i USA. Fotomotståndet är vänt åt höger och styr om ström flyter genom värmaren som öppnar huvudströmkontakterna. På natten svalnar värmaren, stänger strömkontakterna, aktiverar gatubelysningen.

Fotomotstånd finns i många typer. Billiga kadmiumsulfidceller (CdS) kan hittas i många konsumentvaror som kameraljusmätare, klockradio, larmenheter (som detektor för en ljusstråle), nattlampor, utomhusklockor, solcellsgatlyktor och solväggar, etc.
Fotomotstånd kan placeras i gatubelysning för att styra när ljuset är på. Omgivande ljus som faller på fotoresistorn gör att gatubelysningen släcks. På så sätt sparas energi genom att se till att ljuset bara är på under timmar av mörker.
Fotomotstånd används också i laserbaserade säkerhetssystem för att upptäcka förändringen i ljusintensiteten när en person eller ett föremål passerar genom laserstrålen.
De används också i vissa dynamiska kompressorer tillsammans med en liten glödlampa eller neonlampa, eller lysdiod för att styra förstärkningsreduktion. En vanlig användning av denna tillämpning kan hittas i många gitarrförstärkare som har en inbyggd tremoloeffekt, eftersom de oscillerande ljusmönstren styr nivån på signalen som går genom förstärkarkretsen.
Användningen av CdS och CdSe fotomotstånd är kraftigt begränsade i Europa på grund av RoHS-förbudet mot kadmium.
Blysulfid (PbS) och indiumantimonid (InSb) LDR (ljusberoende motstånd) används för det mellaninfraröda spektralområdet. Ge:Cu-fotoledare är bland de bästa fjärrinfraröda detektorerna som finns tillgängliga och används blans annat för infraröd astronomi och infraröd spektroskopi.